# Viola ucriana
Viola ucriana — вид квіткових рослин родини фіалкових (Violaceae).

## Біоморфологічна характеристика
Це вічнозелена трав'яниста рослина. Листки сірувато-зелені. Квітки жовті, розпускаються з квітня по червень. Цей вид розмножується тільки насінням.

## Поширення
Ендемік Сицилії. Рослина зустрічається тільки на горі Піцута, поблизу Палермо на північному заході Сицилії, росте на висоті 800-1300 м. Єдина відома популяція поширюється на дві місцевості (гора Піцута та гора Фратантоні), займаючи загальну площу 0,2 км². Росте на еродованих, сонячних вапнякових гірських схилах, де скелі або гравійні субстрати іноді вкриті гаригною рослинністю з Erica multiflora та Ampelodesmos mauritanicus.

## Загрози
Територія, де зберігається V. ucriana, часто піддається пожежам через діяльність людини, і ці періодичні літні пожежі становлять серйозну загрозу для збереження цього виду. Лісові насадження екзотичних хвойних та інших видів змінюють екологічні умови його проживання, і будь-яка дія людини може знищити одну субпопуляцію, що залишилася.